# Шарипов, Манзар
Манзар Шарипов — советский хозяйственный, государственный и политический деятель.

## Биография
Родился в 1903 году в Гармском районе. Член ВКП(б) с 1929 года.
С 1913 года — на хозяйственной, общественной и политической работе. В 1913—1963 гг. — батрак в кишлаке Шуль, в Советской Армии, рабочий хлопкового завода, помощник начальника райотдела милиции по политчасти в Гармском районе, начальник райотдела милиции Тавильдаринского, Сангворского районов, первый секретарь Сангворского райкома, второй, первый секретарь Гармского обкома КП(б) Таджикистана, слушатель ВПШ при ЦК ВКП(б) в Москве, третий секретарь ЦК КП(б) Таджикистана, председатель Президиума Совета профсоюзов Таджикской ССР, заместитель председателя Таджикпотребсоюза, директор мясокомбината в Душанбе.
Избирался депутатом Верховного Совета СССР 2-го созыва.